# Pino Rinaldi
Pino Rinaldi (Gravina in Puglia, 31 luglio 1957 – Roma, 18 aprile 2018) è stato un fumettista italiano.

## Carriera
Pino Rinaldi matura fin dall'infanzia una grande passione per il fumetto statunitense di supereroi, dei quali apprezza la dinamica del disegno e della narrazione, in particolare gli autori John Buscema (soprattutto Silver Surfer) e Neal Adams.
Il debutto professionale avviene all'incirca a metà degli anni settanta, con un'esperienza nella grafica pubblicitaria. Nel 1980 avvia, insieme al fratello Rino, una regolare collaborazione con l'Eura Editoriale (ventitré racconti su Skorpio e tre su Lanciostory) che si conclude nel 1983.
Parallelamente realizza tre storie per la rivista 1984 edita da Il Momento (1982) e una storia per il settimanale Boy Music edito della Rizzoli (1983). Il progetto per una storia interamente a colori, Omega, rimane inedito a seguito della chiusura di 1984, e viene pubblicato solo nel 2010 dall'editore genovese Lo Vecchio.
In questo periodo ha difficoltà a far accettare il suo stile "troppo americano", per cui si prende una pausa di riflessione che lo allontana per qualche tempo dal fumetto. Nel 1989 ricomincia a disegnare fumetti, con Sergio Bonelli Editore, in Martin Mystère (nn. 92 e 93), cui seguirà un episodio di Nathan Never, del quale alcune tavole furono però parzialmente ridisegnate dallo staff della Bonelli.
Nel 1992 realizza, con lo pseudonimo di "Paolo Renzi", le copertine dei numeri dal 3 al 15 delle ristampe di Daniel della Max Bunker Press.
In seguito l'esigenza di trovare spazi che gli consentano di sviluppare uno stile più compiutamente personale lo porta prima a collaborare con la Marvel UK, per la quale realizza, nel 1993, la mini serie Wild Angel (pubblicata poi in Italia nel 1995). Nel 1994 realizza, per l'editore romano Fenix, le 6 copertine (albo 0 e 5 albi regolari) di Dagon. Poi, approdato alla Marvel Comics, realizza Freedom, pubblicata in Italia come Libertà e poi la prosecuzione della serie ClanDestine (dal numero 9 del giugno 1995) di cui continua i disegni dopo l'abbandono di Alan Davis, di cui realizza quattro episodi. Nel frattempo si alterna con Dante Bastianoni sulla serie Fantastic Force, di cui realizza il n. 4 (febbraio 1995) e successivamente la conclusione di alcuni episodi. Seguono le matite per Ultraverse vs X-Men, Ultraforce n.4, Captain America n.453 (testi di Mark Waid), Thor n. 498 (testi di Warren Ellis) e Phoenix Aftermath.
Un albo autoconclusivo che avrebbe dovuto segnare il rilancio del Dottor Strange, su testi di Jean Marc DeMatteis rimane invece inedito.
Conclusa per il momento l'esperienza negli USA, Rinaldi riprende a collaborare con l'Eura Editoriale, stavolta come autore completo. Nascono così Agenzia X (2000) imperniato su un gruppo di futuribili agenti che si occupa di casi misteriosi ed impossibili. Seguono Wizzie the Witch (2001), la saga di Twee-Van-poor (2002) e la serie Willard The Witch (2003).
Nel 2014 realizza alcune copertine per dei numeri speciali celebrativi degli anniversari di Kriminal e Satanik, pubblicati dall'editore 1000VolteMeglio Publishing in occasione dei cinquant'anni dei personaggi.
Nel febbraio 2018 gli viene diagnosticato un tumore al pancreas. Muore nell'aprile dello stesso anno all'età di 60 anni.

## Riconoscimenti
- Nel 1975, a diciotto anni, vince il Premio Ostia per Giovani Autori di fumetti.
- Nel 1994 vince il Premio Yellow Kid al Salone Internazionale dei Comics.